# Eslováquia nos Jogos Olímpicos
A Eslováquia participou pela primeira vez dos Jogos Olímpicos em 1994, e enviou atletas para competirem em todos os Jogos desde então. Antes da dissolução da Tchecoslováquia em 1993, atletas eslovacos competiam pela Checoslováquia nos Jogos Olímpicos.
Atletas eslovacos ganharam um total de 20 medalhas nos Jogos Olímpicos de Verão, a maioria na Canoagem. O país também ganhou 4 medalhas nos Jogos Olímpicos de Inverno.
O Comitê Olímpico Nacional da Eslováquia foi criado em 1992 e reconhecido em 1993.

## Medalhistas

### Jogos de Verão
| Medalha           | Nome                                                          | Jogos        | Esporte  | Evento                         |
| ----------------- | ------------------------------------------------------------- | ------------ | -------- | ------------------------------ |
| Medalha de ouro   | Michal Martikán                                               | 1996 Atlanta | Canoagem | Slalom C-1 masculino           |
| Medalha de prata  | Slavomír Kňazovický                                           | 1996 Atlanta | Canoagem | C-1 500m masculino             |
| Medalha de bronze | Jozef Gönci                                                   | 1996 Atlanta | Tiro     | Carabina três posições deitado |
| Medalha de ouro   | Pavol Hochschorner Peter Hochschorner                         | 2000 Sydney  | Canoagem | Slalom C-2 masculino           |
| Medalha de prata  | Michal Martikán                                               | 2000 Sydney  | Canoagem | Slalom C-1 masculino           |
| Medalha de prata  | Martina Moravcová                                             | 2000 Sydney  | Natação  | 100m borboleta feminino        |
| Medalha de prata  | Martina Moravcová                                             | 2000 Sydney  | Natação  | 200m livre feminino            |
| Medalha de bronze | Juraj Minčík                                                  | 2000 Sydney  | Canoagem | Slalom C-1 masculino           |
| Medalha de ouro   | Pavol Hochschorner Peter Hochschorner                         | 2004 Atenas  | Canoagem | Slalom C-2 masculino           |
| Medalha de ouro   | Elena Kaliská                                                 | 2004 Atenas  | Canoagem | Slalom K-1 feminino            |
| Medalha de prata  | Michal Martikán                                               | 2004 Atenas  | Canoagem | Slalom C-1 masculino           |
| Medalha de prata  | Jozef Krnáč                                                   | 2004 Atenas  | Judô     | Até 66kg masculino             |
| Medalha de bronze | Juraj Bača, Michal Riszdorfer, Richard Riszdorfer, Erik Vlček | 2004 Atenas  | Canoagem | K-4 100m masculino             |
| Medalha de bronze | Jozef Gönci                                                   | 2004 Atenas  | Tiro     | Carabina de ar 10m masculino   |
| Medalha de ouro   | Michal Martikán                                               | 2008 Pequim  | Canoagem | Slalom C-1 masculino           |
| Medalha de ouro   | Elena Kaliská                                                 | 2008 Pequim  | Canoagem | Slalom K-1 feminino            |
| Medalha de ouro   | Pavol Hochschorner Peter Hochschorner                         | 2008 Pequim  | Canoagem | Slalom C-2 masculino           |
| Medalha de prata  | Zuzana Štefečeková                                            | 2008 Pequim  | Tiro     | Fossa olímpica feminino        |
| Medalha de prata  | Juraj Tarr, Michal Riszdorfer, Richard Riszdorfer, Erik Vlček | 2008 Pequim  | Canoagem | K-4 1000m masculino            |
| Medalha de bronze | David Musuľbes                                                | 2008 Pequim  | Lutas    | Livre até 120 kg masculino     |

### Jogos de Inverno
| Medalha           | Nome               | Jogos          | Esporte   | Evento                     |
| ----------------- | ------------------ | -------------- | --------- | -------------------------- |
| Medalha de prata  | Radoslav Židek     | 2006 Turim     | Snowboard | Snowboard cross masculino  |
| Medalha de ouro   | Anastasiya Kuzmina | 2010 Vancouver | Biatlo    | Velocidade feminino        |
| Medalha de prata  | Anastasiya Kuzmina | 2010 Vancouver | Biatlo    | Perseguição feminino       |
| Medalha de bronze | Pavol Hurajt       | 2010 Vancouver | Biatlo    | Largada coletiva masculino |

## Quadro de Medalhas

### Medalhas por Jogos de Verão
| Jogos        | Ouro | Prata | Bronze | Total |
| 1996 Atlanta | 1    | 1     | 1      | 3     |
| 2000 Sydney  | 1    | 3     | 1      | 5     |
| 2004 Atenas  | 2    | 2     | 2      | 6     |
| 2008 Pequim  | 3    | 2     | 1      | 6     |
| Total        | 7    | 8     | 5      | 20    |

### Medalhas por Jogos de Inverno
| Jogos               | Ouro | Prata | Bronze | Total |
| 1994 Lillehammer    | 0    | 0     | 0      | 0     |
| 1998 Nagano         | 0    | 0     | 0      | 0     |
| 2002 Salt Lake City | 0    | 0     | 0      | 0     |
| 2006 Turin          | 0    | 1     | 0      | 1     |
| 2010 Vancouver      | 1    | 1     | 1      | 3     |
| Total               | 1    | 2     | 1      | 4     |

### Medalhas por Esporte
| Esporte   | Ouro | Prata | Bronze | Total |
| Canoagem  | 7    | 4     | 2      | 13    |
| Biatlo    | 1    | 1     | 1      | 3     |
| Natação   | 0    | 2     | 0      | 2     |
| Tiro      | 0    | 1     | 2      | 3     |
| Judô      | 0    | 1     | 0      | 1     |
| Snowboard | 0    | 1     | 0      | 1     |
| Lutas     | 0    | 0     | 1      | 1     |
| Total     | 8    | 10    | 6      | 24    |